# Białowodzka Turniczka

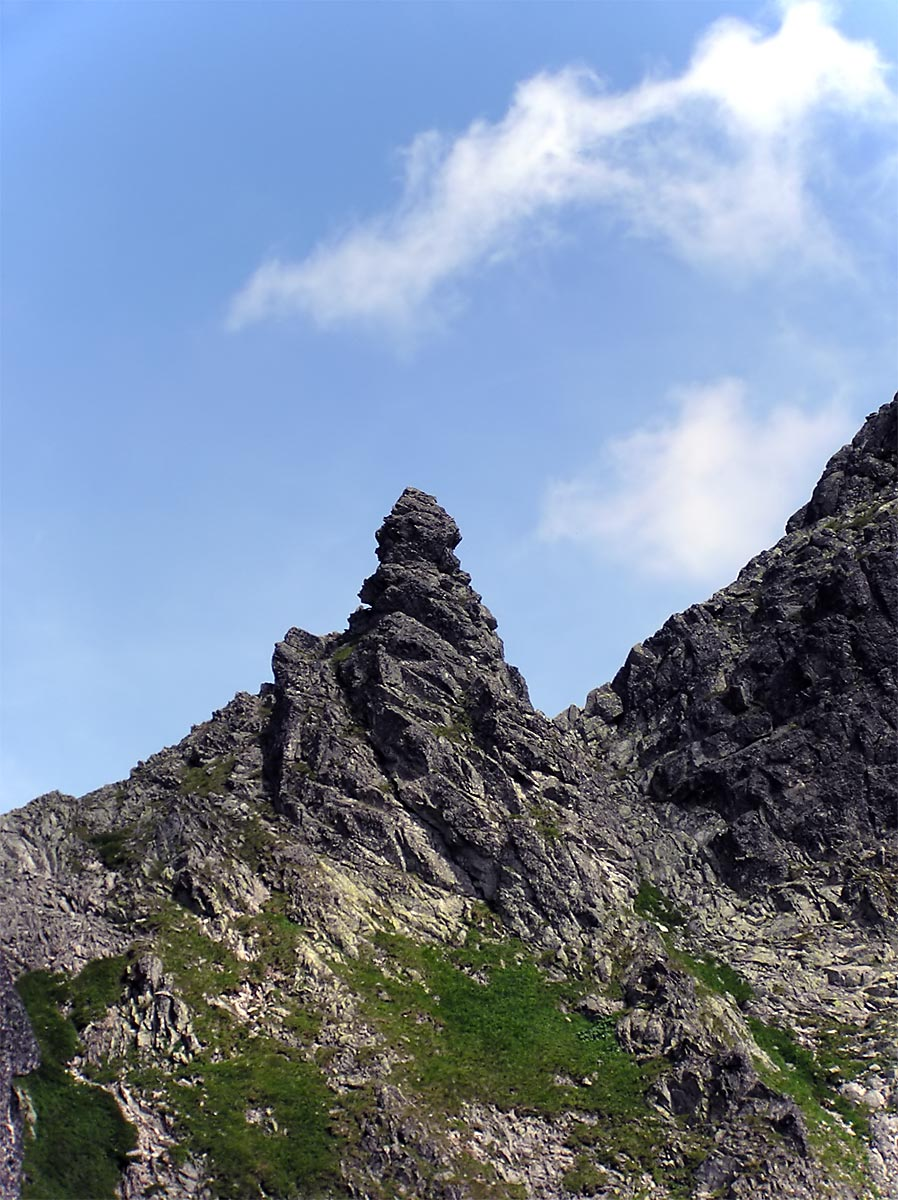

Białowodzka Turniczka (niem. Froschtürmchen, słow. Bielovodská vežička, węg. Felső-Békás-tornyocska, ok. 2095 m) – turniczka w Grani Żabiego w Tatrach Wysokich. Grań ta oddziela Dolinę Rybiego Potoku od Doliny Żabiej Białczańskiej i biegnie nią granica polsko-słowacka. Turniczka znajduje się pomiędzy dwoma siodłami Białczańskiej Przełęczy Wyżniej (2085 m). Wznosi się nad nimi na wysokość około 10 m i bardzo łatwo można na nią wejść. Przy przejściu granią można ją też łatwo obejść po wschodniej stronie.
Na siodło po północnej stronie Białowodzkiej Turniczki prowadzi wydeptana ścieżka taternicka znad Czarnego Stawu pod Rysami.

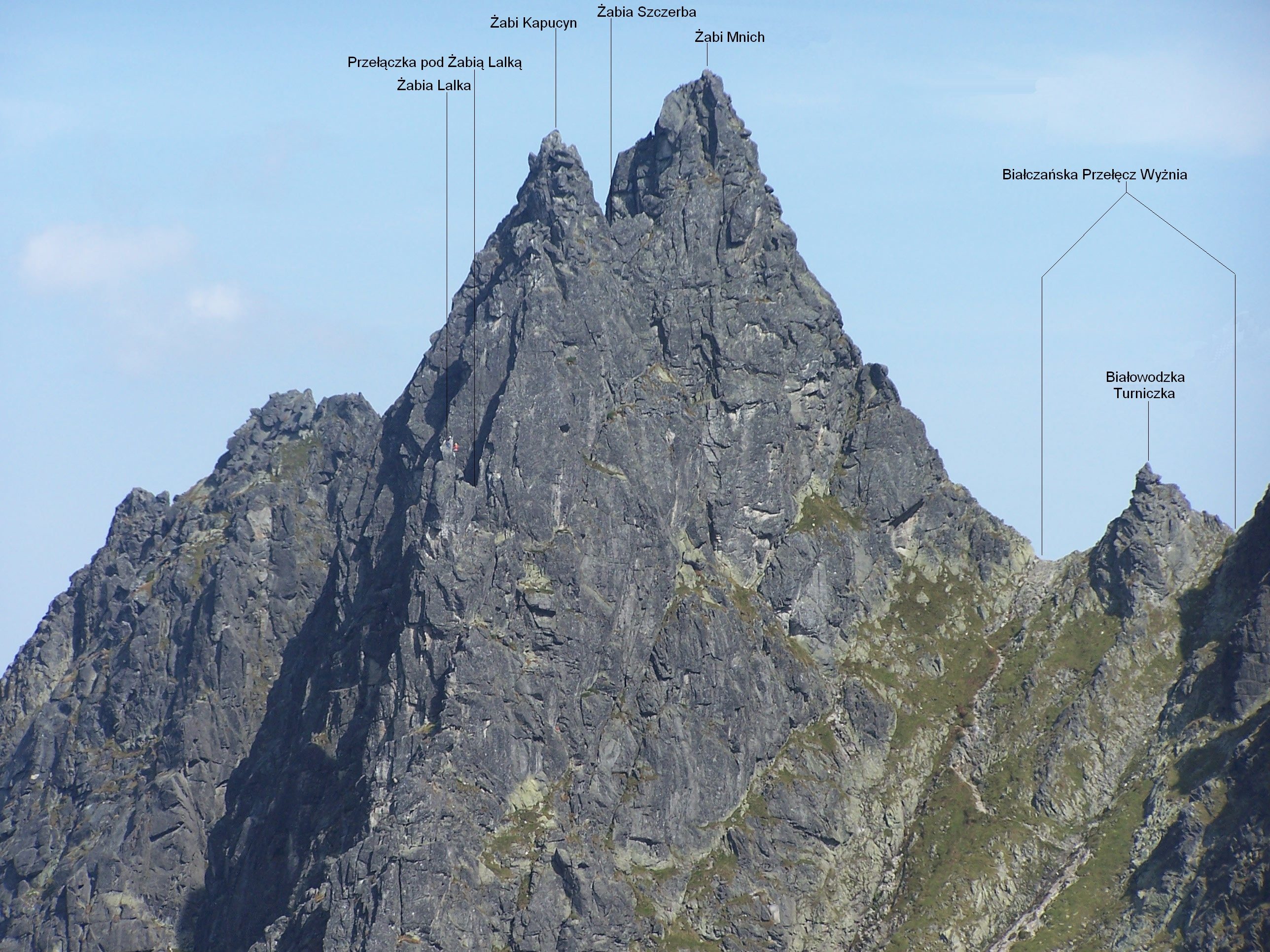